# Himmerland

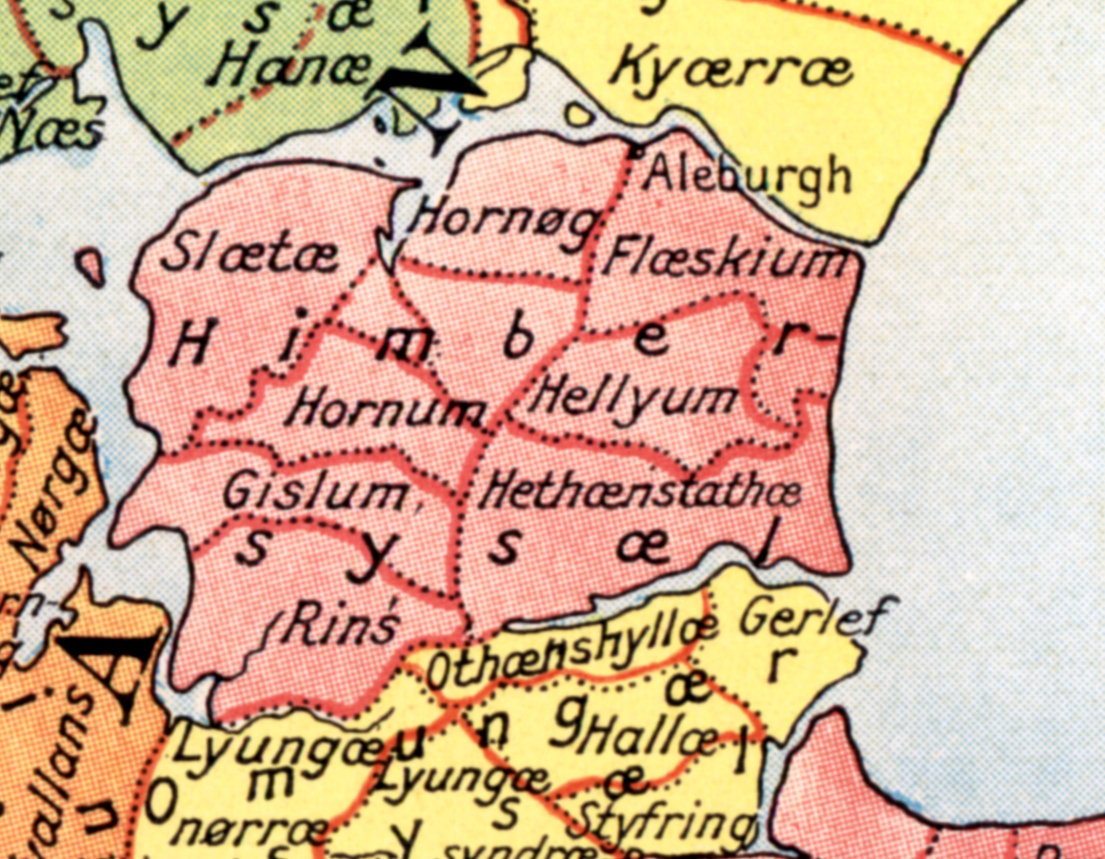
Immerland in de middeleeuwen

Himmerland is een gebied in het noordwesten van Denemarken. Het ligt tussen het Kattegat, Mariager Fjord en de beken Ondsild Å en Skals Å. Het heeft een oppervlakte van ongeveer 2785km².
In Himmerland ligt het nationale park Rebild Bakker. Dit park bestaat uit een morenenlandschap met steile heuvels en diepe dalen. Rebild Bakker wordt omgeven door Rold Skov, het grootste bos van Denemarken.